# Вебінтерфейс
Веб-інтерфе́йс (написання до 2019 — веб-інтерфейс, англ. web interface) — це сукупність засобів, за допомогою яких користувач взаємодіє з вебсайтом або вебзастосунком через браузер. Вебінтерфейси отримали широке розповсюдження у зв'язку зі зростанням популярності всесвітньої павутини і відповідно повсюдного поширення веббраузерів.
Однією з основних вимог до вебінтерфейсів є їхній однаковий зовнішній вигляд і однакова функціональність при роботі в різних браузерах.

## Варіанти реалізації
Класичним і найпопулярнішим методом створення вебінтерфейсів є використання HTML із застосуванням CSS і JavaScript, як правило за допомогою скриптових мов на стороні сервера. Проте різна реалізація HTML, CSS, DOM і інших специфікацій в браузерах викликає проблеми при розробці вебзастосунків і їхньої подальшої підтримки. Крім того, можливість користувача настроювати багато параметрів браузера (наприклад, розмір шрифту, кольору, відключення підтримки сценаріїв) може перешкоджати коректній роботі інтерфейсу.
Інший (менш універсальний) підхід полягає у використанні Adobe Flash, Silverlight або Java-аплетів для повної або часткової реалізації користувацького інтерфейсу. Оскільки більшість браузерів підтримує ці технології (як правило, за допомогою плагінів), Flash- або Java-застосунки можуть легко виконуватися. Вони здатні обходити багато несумісності в конфігураціях браузерів, бо надають програмісту більший контроль над інтерфейсом, хоча несумісність між Java або Flash реалізаціями на стороні клієнта може призводити до різних ускладнень.

### AJAX
З розвитком DHTML та JavaScript набув популярності підхід до розробки інтерфейсної частини вебзастосунків, названий AJAX. Серцем технології є здатність вебсторінки зініціювати запит до вебсервера і отримати потрібні дані, так щоб інтерфейс не перезавантажував сторінку цілком, а лише довантажують необхідні дані і змінив потрібні частини сторінки, що робить їх більш інтерактивними і продуктивними.

## Переваги застосування

Приклад вебінтерфейсу: інтерфейс редагування вікі-тексту в MediaWiki

Вебінтерфейси зручні тим, що дають можливість вести спільну роботу співробітникам, які не перебувають в одному офісі (наприклад, вебінтерфейси часто використовуються для заповнення різних баз даних або публікації матеріалів в інтернет-ЗМІ).
Добрим прикладом використання і віддачі вебінтерфейсу є Вікіпедія: практично весь вміст вільної всесвітньої енциклопедії створений і доданий на сторінки сайту за допомогою вебінтерфейсу.
Вебінтерфейс дає можливість універсального віддаленого доступу до служб та пристроїв, у цьому технології практично нема альтернатив. Але водночас, оскільки такий інтерфейс доступний усім, постають серйозні питання забезпечення безпеки, зокрема автентифікація та авторизація користувачів, шифрування переданих даних від сторонніх очей, модерація вмісту тощо.